# Unione Sportiva Sambenedettese 2024-2025
Questa voce raccoglie le informazioni riguardanti l'Unione Sportiva Sambenedettese nelle competizioni ufficiali della stagione 2024-2025.

## Divise e sponsor
Lo sponsor tecnico per la stagione 2024-2025 è Kappa, mentre gli sponsor ufficiali sono SAXA e Giudici & Polidori.

## Organigramma societario
Area direttiva
- Presidente: Vittorio Massi
- Direttore Generale: Roberto Ricci
- Segretario Generale: Sandro Marucci
- Segretario Sportivo: Sandro Marucci

Area comunicazione e marketing
- Responsabile marketing: Maurizio Di Ubaldo

Area sportiva
- Direttore Sportivo: Stefano De Angelis
- Team Manager: Giuseppe Marzetti

Area tecnica
- Allenatore: Ottavio Palladini
- Vice Allenatori: Marco Mancinelli, Luigi Voltattorni
- Preparatori atletici: Maurizio Di Renzo, Riccardo Cantarini
- Preparatori dei portieri: Giancarlo Beni, Daniele Capriotti

Area sanitaria
- Responsabile staff medico: Antonio Bozzi
- Medico sociale: Antonio Bozzi
- Massofisioterapista: Alessandro Amelio, Michele Del Bello

## Rosa
| N. |                    | Ruolo | Calciatore                |
| -- | ------------------ | ----- | ------------------------- |
| 1  | Italia (bandiera)  | P     | Emanuele Semprini         |
| 3  | Italia (bandiera)  | D     | Marco Orfano              |
| 4  | Italia (bandiera)  | D     | Alessio Zini              |
| 5  | Italia (bandiera)  | D     | Mattia Gennari            |
| 6  | Italia (bandiera)  | C     | Luca Lulli                |
| 7  | Albania (bandiera) | A     | Sabah Kerjota             |
| 8  | Italia (bandiera)  | A     | Valerio Baldassi          |
| 9  | Italia (bandiera)  | A     | Umberto Eusepi (capitano) |
| 10 | Italia (bandiera)  | A     | Diego Fabbrini            |
| 11 | Italia (bandiera)  | A     | Nazareno Battista         |
| 12 | Italia (bandiera)  | P     | Matteo Grillo             |
| 13 | Italia (bandiera)  | A     | Maurizio Calvaresi        |
| 14 | Italia (bandiera)  | C     | Alessandro Sbaffo         |
| 15 | Italia (bandiera)  | D     | Alessandro Zoboletti      |
| 17 | Italia (bandiera)  | D     | Leonardo Pezzola          |
| 18 | Italia (bandiera)  | C     | Kevin Candellori          |
| 19 | Italia (bandiera)  | C     | Alessandro Evangelisti    |
| 20 | Italia (bandiera)  | C     | Simone Paolini            |
| 21 | Italia (bandiera)  | C     | Michael D'Eramo           |

| N. |                    | Ruolo | Calciatore         |
| -- | ------------------ | ----- | ------------------ |
| 22 | Italia (bandiera)  | P     | Tommaso Orsini     |
| 26 | Italia (bandiera)  | D     | Ethan Bouah        |
| 27 | Italia (bandiera)  | C     | Luca Guadalupi     |
| 28 | Italia (bandiera)  | D     | Alessandro Fabrizi |
| 29 | Italia (bandiera)  | D     | Alessio Milone     |
| 32 | Italia (bandiera)  | D     | Federico Chiatante |
| 37 | Guinea (bandiera)  | C     | Moussa Touré       |
| 69 | Italia (bandiera)  | D     | Riccardo Cantarini |
| 70 | Spagna (bandiera)  | C     | Julen Bernaola     |
| 74 | Italia (bandiera)  | C     | Lorenzo Orlandi    |
| 82 | Italia (bandiera)  | A     | Edoardo Lonardo    |
| 94 | Italia (bandiera)  | C     | Flavio Tataranni   |
| 99 | Italia (bandiera)  | A     | Federico Moretti   |
|    | Italia (bandiera)  | C     | Tommaso Cardinali  |
|    | Italia (bandiera)  | P     | Lorenzo Coccia     |
|    | Senegal (bandiera) | C     | Yaba Thiaw         |
|    | Italia (bandiera)  | D     | Lorenzo Orsini     |
|    | Italia (bandiera)  | C     | Erik De Luca       |
|    | Italia (bandiera)  | A     | Leonardo Collini   |

## Calciomercato

### Sessione estiva(dall'1/7 al 30/9)
| Acquisti | Acquisti               | Acquisti         | Acquisti      |
| R.       | Nome                   | da               | Modalità      |
| -------- | ---------------------- | ---------------- | ------------- |
| P        | Emanuele Semprini      | Trastevere       | definitivo    |
| D        | Marco Orfano           | Team Altamura    | definitivo    |
| D        | Alessio Zini           | Tau Altopascio   | definitivo    |
| D        | Mattia Gennari         | Nardò            | definitivo    |
| C        | Luca Lulli             | Pianese          | definitivo    |
| A        | Sabah Kerjota          | Vigor Senigallia | definitivo    |
| A        | Valerio Baldassi       | Ischia           | definitivo    |
| A        | Umberto Eusepi         | Monterosi Tuscia | definitivo    |
| D        | Alessandro Zoboletti   | Carpi            | fine prestito |
| C        | Kevin Candellori       | Potenza          | definitivo    |
| C        | Michael D'Eramo        | Ancona           | definitivo    |
| P        | Tommaso Orsini         | Tolentino        | definitivo    |
| D        | Ethan Bouah            | Palermo          | definitivo    |
| C        | Luca Guadalupi         | Nardò            | definitivo    |
| C        | Lorenzo Orlandi        | Monterosi Tuscia | definitivo    |
| C        | Flavio Tataranni       | Grifone          | definitivo    |
| A        | Federico Moretti       | Ancona           | definitivo    |
| C        | Alessandro Evangelisti | Castelfidardo    | fine prestito |
| D        | Alessio Milone         | Montespaccato    | definitivo    |
| C        | Yaba Thiaw             | Termoli          | fine prestito |
| A        | Maurizio Calvaresi     | Ascoli           | definitivo    |

| Cessioni | Cessioni             | Cessioni         | Cessioni   |
| R.       | Nome                 | a                | Modalità   |
| -------- | -------------------- | ---------------- | ---------- |
| P        | Stefano Coco         | Avezzano         | definitivo |
| P        | Edoardo Ascioti      | Scafatese        | definitivo |
| P        | Ciro Pinto           |                  | svincolato |
| D        | Luca Sbardella       | Forlì            | definitivo |
| D        | Alex Sirri           | Fidelis Andria   | definitivo |
| D        | Marco Pagliari       | Lumezzane        | definitivo |
| D        | Leon Sciarra         | Maceratese       | definitivo |
| D        | Alessandro Zoboletti | Carpi            | prestito   |
| C        | Andrea Arrigoni      | Notaresco        | definitivo |
| C        | Christian Barberini  | Roma City        | definitivo |
| C        | Vittorio Pietropaolo | Torrese          | definitivo |
| C        | Luca Scimia          |                  | svincolato |
| C        | Francesco Bontà      |                  | svincolato |
| C        | Yaba Thiaw           | Acerrana         | definitivo |
| C        | Alioune Mbaye        | Giulianova       | definitivo |
| A        | Luca Senigagliesi    | Grosseto         | definitivo |
| A        | Karim Cardoni        | AZ Picerno       | definitivo |
| A        | Simone Tomassini     | Fulgens Foligno  | definitivo |
| A        | Antonio Martiniello  | Ancona           | definitivo |
| A        | Devid Bonifazi       | Atletico Mariner | definitivo |
| D        | Alessio Milone       | Ostia Mare       | definitivo |
| C        | Julen Bernaola       | Barletta         | definitivo |
| D        | Riccardo Cantarini   |                  | svincolato |

### Sessione invernale(dal 2/1 al 3/2)
| Acquisti | Acquisti          | Acquisti   | Acquisti   |
| R.       | Nome              | da         | Modalità   |
| -------- | ----------------- | ---------- | ---------- |
| C        | Alessandro Sbaffo | Recanatese | definitivo |

| Cessioni | Cessioni               | Cessioni      | Cessioni                |
| R.       | Nome                   | a             | Modalità                |
| -------- | ---------------------- | ------------- | ----------------------- |
| C        | Alessandro Evangelisti | Castiglionese | definitivo              |
| A        | Edoardo Lonardo        | Atalanta U23  | definitivo (400 mila €) |

## Risultati

### Serie D

#### Girone di andata
| Ascoli Piceno 8 settembre 2024, ore 15:00 CEST 1ª giornata | Atletico Ascoli  | 0 – 0 referto | Sambenedettese | Stadio Velodromo Monticelli (400 spett.)\| Arbitro: \| Spera (Barletta) \| |
| Arbitro:                                                   | Spera (Barletta) |               |                |                                                                            |

| Arbitro: | Amadei (Terni) |

|                   |           |  |
| 73’ (rig.) Eusepi | Marcatori |  |

| Arbitro: | Dasso (Genova) |

|                 |           |                     |
| Quacquarelli 3’ | Marcatori | 90+1’ (rig.) Eusepi |

| Arbitro: | Acquafredda (Molfetta) |

|                                                             |           |  |
| Baldassi 29’ Eusepi 39’ (rig.), 69’ Lonardo 53’ Kerjota 59’ | Marcatori |  |

| Arbitro: | Toselli (Gradisca d'Isonzo) |

|                       |           |                           |
| Casolla 26’ Broso 75’ | Marcatori | 6’ Guadalupi 36’ Baldassi |

| Arbitro: | Matteo (Sala Consilina) |

|                         |           |               |
| Kerjota 26’ Lonardo 61’ | Marcatori | 46’ Delmastro |

| Arbitro: | Ammannati (Firenze) |

|  |           |                                       |
|  | Marcatori | 24’ Kerjota 41’ Lonardo 45+3’ Gennari |

| Arbitro: | Massari (Torino) |

|  |           |                    |
|  | Marcatori | 10’ (aut.) Moretti |

| Arbitro: | Barbetti (Arezzo) |

|  |           |                                   |
|  | Marcatori | 24’, 41’, 46’ Lonardo 75’ Kerjota |

| Arbitro: | Mazzer (Conegliano) |

|            |           |  |
| Eusepi 24’ | Marcatori |  |

| Chieti 10 novembre 2024, ore 14:30 CET 11ª giornata | Chieti                | 0 – 0 referto | Sambenedettese | Stadio Guido Angelini (4000 spett.)\| Arbitro: \| Kovacevic (Arco Riva) \| |
| Arbitro:                                            | Kovacevic (Arco Riva) |               |                |                                                                            |

| Arbitro: | D’Agnillo (Vasto) |

|            |           |  |
| Lonardo 8’ | Marcatori |  |

| Arbitro: | Recupero (Lecce) |

|  |           |                       |
|  | Marcatori | 3’ Eusepi 78’ Gennari |

| Arbitro: | Colelli (Ostia Lido) |

|                           |           |                  |
| Guadalupi 62’ Kerjota 64’ | Marcatori | 74’ Pietrantonio |

| Arbitro: | Martini (Valdarno) |

|           |           |                        |
| Ricci 50’ | Marcatori | 63’ Moretti 90+1’ Zini |

| Arbitro: | Papagno (Roma 2) |

|                                      |           |  |
| Eusepi 16’, 29’ (rig.) Guadalupi 56’ | Marcatori |  |

| Arbitro: | Rossini (Torino) |

|            |           |                          |
| Franco 79’ | Marcatori | 61’ Battista 81’ Kerjota |

#### Girone di ritorno
| Arbitro: | Galiffi (Alghero) |

|                                             |           |  |
| Guadalupi 15’, 52’ Battista 31’ Lonardo 61’ | Marcatori |  |

| Arbitro: | Petraglione (Termoli) |

|                                   |           |                                                                   |
| Pierfederici 2’ Orfano 47’ (aut.) | Marcatori | 14’ Eusepi 29’, 55’ Kerjota 33’ Battista 76’ Moretti 84’ Baldassi |

| Arbitro: | Riahi (Lovere) |

|                            |           |                            |
| Moretti 9’ Eusepi 34’, 74’ | Marcatori | 30’ Infantino 90’ Loukaris |

| Arbitro: | Bortolussi (Nichelino) |

|  |           |                                         |
|  | Marcatori | 35’ Chiatante 47’ Guadalupi 77’ Kerjota |

| San Benedetto del Tronto 2 febbraio 2025, ore 14:30 CET 22ª giornata | Sambenedettese   | 0 – 0 referto | Forsempronese | Stadio Riviera delle Palme (5227 spett.)\| Arbitro: \| Lascaro (Matera) \| |
| Arbitro:                                                             | Lascaro (Matera) |               |               |                                                                            |

| Riano 9 febbraio 2025, ore 14:30 CET 23ª giornata | Roma City         | 0 – 0 referto | Sambenedettese | Stadio Nicola Urbani (1000 spett.)\| Arbitro: \| Ismail (Rovereto) \| |
| Arbitro:                                          | Ismail (Rovereto) |               |                |                                                                       |

| Arbitro: | Pascuccio (Ariano Irpino) |

|             |           |             |
| Moretti 46’ | Marcatori | 25’ Braconi |

| Arbitro: | Menozzi (Treviso) |

|               |           |  |
| Cannavaro 45’ | Marcatori |  |

| Arbitro: | Spina (Barletta) |

|           |           |  |
| Sbaffo 2’ | Marcatori |  |

| Arbitro: | Raineri (Como) |

|                              |           |                        |
| Martiniello 8’ (rig.), 90+2’ | Marcatori | 24’ (rig.), 30’ Eusepi |

| Arbitro: | Aloise (Voghera) |

|                        |           |  |
| Eusepi 46’ Kerjota 80’ | Marcatori |  |

| Arbitro: | Pasquetto (Crema) |

|             |           |                                      |
| Ferrara 32’ | Marcatori | 10’ Chiatante 46’ Eusepi 87’ Moretti |

| San Benedetto del Tronto 6 aprile 2025, ore 15:00 CEST 30ª giornata | Sambenedettese  | 0 – 0 referto | Sora | Stadio Riviera delle Palme (8012 spett.)\| Arbitro: \| Bianchi (Prato) \| |
| Arbitro:                                                            | Bianchi (Prato) |               |      |                                                                           |

| Arbitro: | Giordani (Aprilia) |

|           |           |                    |
| Touré 33’ | Marcatori | 30’, 54’ Guadalupi |

| Arbitro: | Ferrara (Roma 2) |

|  |           |                     |
|  | Marcatori | 80’ (rig.) Cancello |

| Arbitro: | Passarotti (Mantova) |

|  |           |                             |
|  | Marcatori | 19’ Tataranni 29’ Zoboletti |

| Arbitro: | Leorsini (Terni) |

|          |           |                     |
| Zini 42’ | Marcatori | 82’ Vila 84’ Foglia |

#### Coppa Italia Serie D
| Arbitro: | Pazzarelli (Macerata) |

|                                             |                      |                                       |
| Paolini 30’                                 | Marcatori            | 32’ Traini                            |
| Fabbrini Kerjota D'Eramo Battista Guadalupi | Tiri di rigore 5 – 4 | Maio Mengani Nonni Mazzarani Olivieri |

| Arbitro: | Scataridi (Termoli) |

|             |           |                          |
| Moretti 81’ | Marcatori | 69’ Stecconi 77’ Ferrara |

### Poule Scudetto

#### Turno preliminare
| Arbitro: | Molinaro (Lamezia Terme) |

|                                         |           |           |
| Farinelli 18’ Petrelli 27’ Lombardi 37’ | Marcatori | 8’ Eusepi |

| Arbitro: | D'Agnillo (Vasto) |

|                          |           |                              |
| Eusepi 15’ Guadalupi 29’ | Marcatori | 43’ Malva 45+1’, 77’ Hamlili |

| 18 maggio 2025 3ª giornata |  | – La Sambenedettese riposa |  |  |

## Statistiche

### Statistiche di squadra
Statistiche aggiornate al 14 maggio 2025.
| Competizione         | Punti | In casa | In casa | In casa | In casa | In casa | In casa | In trasferta | In trasferta | In trasferta | In trasferta | In trasferta | In trasferta | Totale | Totale | Totale | Totale | Totale | Totale | D.R. |
| Competizione         | Punti | G       | V       | N       | P       | Gf      | Gs      | G            | V            | N            | P            | Gf           | Gs           | G      | V      | N      | P      | Gf     | Gs     | D.R. |
| -------------------- | ----- | ------- | ------- | ------- | ------- | ------- | ------- | ------------ | ------------ | ------------ | ------------ | ------------ | ------------ | ------ | ------ | ------ | ------ | ------ | ------ | ---- |
| Serie D              | 72    | 17      | 11      | 3       | 3       | 27      | 9       | 17           | 10           | 6            | 1            | 34           | 12           | 34     | 21     | 9      | 4      | 61     | 21     | +40  |
| Poule Scudetto       | 0     | 1       | 0       | 0       | 1       | 2       | 3       | 1            | 0            | 0            | 1            | 1            | 3            | 2      | 0      | 0      | 2      | 3      | 6      | -3   |
| Coppa Italia Serie D | -     | 2       | 0       | 1       | 1       | 2       | 3       | 0            | 0            | 0            | 0            | 0            | 0            | 2      | 0      | 1      | 1      | 2      | 3      | -1   |
| Totale               | 72    | 20      | 11      | 4       | 5       | 31      | 15      | 18           | 10           | 6            | 2            | 35           | 15           | 38     | 21     | 10     | 7      | 66     | 30     | +36  |

### Andamento in campionato
| Giornata  | 1  | 2 | 3 | 4 | 5 | 6 | 7 | 8 | 9 | 10 | 11 | 12 | 13 | 14 | 15 | 16 | 17 | 18 | 19 | 20 | 21 | 22 | 23 | 24 | 25 | 26 | 27 | 28 | 29 | 30 | 31 | 32 | 33 | 34 |
| --------- | -- | - | - | - | - | - | - | - | - | -- | -- | -- | -- | -- | -- | -- | -- | -- | -- | -- | -- | -- | -- | -- | -- | -- | -- | -- | -- | -- | -- | -- | -- | -- |
| Luogo     | T  | C | T | C | T | C | T | C | T | C  | T  | C  | T  | C  | T  | C  | T  | C  | T  | C  | T  | C  | T  | C  | T  | C  | T  | C  | T  | C  | T  | C  | T  | C  |
| Risultato | N  | V | N | V | N | V | V | P | V | V  | N  | V  | V  | V  | V  | V  | V  | V  | V  | V  | V  | N  | N  | N  | P  | V  | N  | V  | V  | N  | V  | P  | V  | P  |
| Posizione | 10 | 8 | 8 | 3 | 5 | 3 | 1 | 1 | 1 | 1  | 1  | 1  | 1  | 1  | 1  | 1  | 1  | 1  | 1  | 1  | 1  | 1  | 1  | 1  | 1  | 1  | 1  | 1  | 1  | 1  | 1  | 1  | 1  | 1  |

Fonte:  Serie D – Classifica, su seried.lnd.it.
Legenda:

Luogo: C = Casa; T = Trasferta. Risultato: V = Vittoria; N = Pareggio; P = Sconfitta.